# Erythranthe hymenophylla
Erythranthe hymenophylla är en gyckelblomsväxtart som först beskrevs av Meinke, och fick sitt nu gällande namn av Guy L. Nesom. Erythranthe hymenophylla ingår i släktet Erythranthe och familjen gyckelblomsväxter. Inga underarter finns listade i Catalogue of Life.